# Вишнювате
Вишнюва́те (до 1958 року — Кіршвальд, № 1) — село в Україні, у Пологівському районі Запорізької області. Входить до складу Розівської селищної громади. Населення становить 421 осіб.

## Географія
Село Вишнювате знаходиться на лівому березі річки Кальчик, примикає до села Вільне. Поруч проходить автомобільна дорога Т 0518. Землі села межують із Маріупольським районом Донецької області.

## Історія
Засновано село в 1823 році переселенцями зі Східної Пруссії й Німеччини. За іншими даними лютеранське село засноване 1828 р. Засновники — 26 сімей із Західної Пруссії. Лютеранський приход Грунау. Землі 1560 десятин. (1857; 26 подвір'їв і 12 безземельних сімей), 1465 десятин. Школа. Сільрада (1926).
У 1925—1939 роках село входило до складу Люксембурзького німецького національного району Маріупольської округи (з 1932 — Дніпропетровської області, з 1939 — Запорізької області).
До 2018 орган місцевого самоврядування — Вишнюватська сільська рада.
12 червня 2020 року, відповідно до розпорядження Кабінету Міністрів України № 713-р «Про визначення адміністративних центрів та затвердження територій територіальних громад Запорізької області», увійшло до складу Розівської селищної громади.
19 липня 2020 року, в результаті адміністративно-територіальної реформи та ліквідації  Розівського району увійшло до складу Пологівського району.

## Населення
| Рік  | Кількість мешканців |
| ---- | ------------------- |
| 1859 | 332                 |
| 1885 | 769                 |
| 1897 | 350                 |
| 1908 | 316                 |
| 1911 | 352                 |
| 1918 | 360                 |
| 1922 | 368                 |

За переписом населення України 2001 року в селі мешкало 407 осіб.

### Мова
Розподіл населення за рідною мовою за даними перепису 2001 року:
| Мова       | Відсоток |
| ---------- | -------- |
| українська | 91,45 %  |
| російська  | 7,60 %   |
| інші       | 0,95 %   |

## Об'єкти соціальної сфери
- Школа.